# Municipio de Stanford (Illinois)
El municipio de Stanford (en inglés: Stanford Township) es un municipio ubicado en el condado de Clay en el estado estadounidense de Illinois. En el año 2010 tenía una población de 599 habitantes y una densidad poblacional de 4,36 personas por km².

## Geografía
El municipio de Stanford se encuentra ubicado en las coordenadas 38°40′18″N 88°25′3″O / 38.67167, -88.41750. Según la Oficina del Censo de los Estados Unidos, el municipio tiene una superficie total de 137.38 km², de la cual 137,21 km² corresponden a tierra firme y (0,13 %) 0,18 km² es agua.

## Demografía
Según el censo de 2010, había 599 personas residiendo en el municipio de Stanford. La densidad de población era de 4,36 hab./km². De los 599 habitantes, el municipio de Stanford estaba compuesto por el 96,49 % blancos, el 0,33 % eran afroamericanos, el 1,17 % eran amerindios, el 0,33 % eran asiáticos, el 1 % eran de otras razas y el 0,67 % eran de una mezcla de razas. Del total de la población el 1,17 % eran hispanos o latinos de cualquier raza.